# El Zapayal
El Zapayal es una localidad peruana ubicada en el distrito de Pampas de Hospital, perteneciente a la provincia y el departamento de Tumbes, al norte del Perú. 

## Ubicación
El Zapayal se ubica al sur de la provincia de Tumbes, en el distrito de Pampas de Hospital, en el departamento de Tumbes. Se ubica muy cerca a la frontera ecuatoriana-peruana.

## Demografía
En 2017 El Zapayal tenía una población de 2 habitantes.